# Palais Chuanwang de Xinchang
Le palais Chuanwang de Xinchang (chinois : 新场川王宫 ; pinyin : xīnchǎng chuānwáng gōng ; litt. « palais du seigneur de la rivière de Xinchang ») est un temple situé dans le bourg de Xinchang, xian de Dayi, ville-préfecture de Chengdu, dans la province du Sichuan  en Chine.
Il est classé depuis 2007 dans la liste des sites historiques et culturels majeurs protégés au niveau provincial du Sichuan (zh), et est classé, depuis 2013, dans la septième liste des sites historiques et culturels majeurs protégés au niveau national sous le numéro 1892.

## Histoire
Commencé sous le règne de Tong Zhi, il fut reconstruit en 1926. 
À l'origine il constitue un hommage à Li Bing, un haut fonctionnaire et ingénieur des royaumes combattants. Celui-ci était alors gouverneur de l'État de Shu, aussi une statue a été érigée en son honneur devant le palais. Il est par la suite devenu un temple dédiés aux Trois enseignements (chinois : 三教合一的庙宇). Le palais est ainsi un témoignage du syncrétisme chinois et comporte des éléments provenant des trois grandes religions qui ont influencé la Chine. À l'intérieur du palais se trouve une statue de Zhang Sanfeng, un taoïste légendaire ainsi que de Manjushri et Samantabhadra, respectivement Bodhisattva de la sagesse et de la méditation. La révolution culturelle a sérieusement endommagé le temple, qui est aujourd'hui en restauration.